# جزيرة هانز
جزيرة هانز هي جزيرة غير مأهولة تقع ما بين جرينلاند (الدنمارك) وكندا وتتنازع كلا الدولتين على سيادة الجزيرة. تبلغ مساحة الجزيرة نحو 5و1 كيلومتر مربع.
بعد عقود من النزاعات الإقليمية بين كندا ومملكة الدنمارك تم تقسيم الجزيرة بين الدولتين في 14 يونيو 2022. ينتمي الجزء الكندي إلى منطقة (Baffin) من الإقليم نونافوت ، الجزء الدنماركي إلى منطقة كاناك من بلدية جرينلاند أفاناتا .

## مراجع

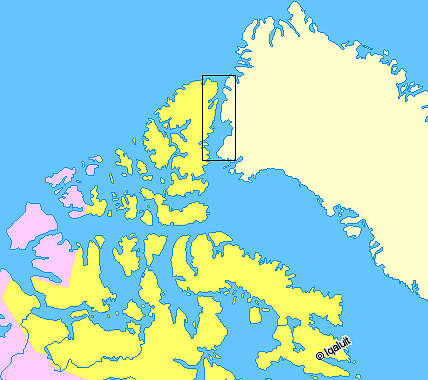
الجزيرة تقع وسط المضيق في أعلى الخريطة.